# بمبديون ثنائي التثلم
بمبديون ثنائي التثلم (الاسم العلمي: Bembidion bisulcatum) هو نوع من الحشرات يتبع جنس البمبديون من فصيلة الخنافس الأرضية.